# Wenham Parva
Wenham Parva är en civil parish i Babergh i Suffolk i England. Civil parish har 27 invånare (2001).